# Megaselia disparipennis
Megaselia disparipennis är en tvåvingeart som beskrevs av Borgmeier 1962. Megaselia disparipennis ingår i släktet Megaselia och familjen puckelflugor.
Artens utbredningsområde är Bolivia. Inga underarter finns listade i Catalogue of Life.